# Бріон (Ла-Корунья)
Бріон (гал. Brión, ісп. Brión) — муніципалітет в Іспанії, у складі автономної спільноти Галісія, у провінції Ла-Корунья. Населення — 7205 осіб (2009).
Муніципалітет розташований на відстані близько 496 км на північний захід від Мадрида, 60 км на південний захід від Ла-Коруньї.
Муніципалітет складається з таких паррокій: Ос-Аншелес, Баставалес, Боульйон, Бріон, Корнанда, Луанья, Онс, Сан-Сальвадор-де-Баставалес, Вісесо.

## Географія
Через муніципалітет протікає річка Тамбре.

## Демографія
Динаміка населення (INE ):

## Галерея зображень

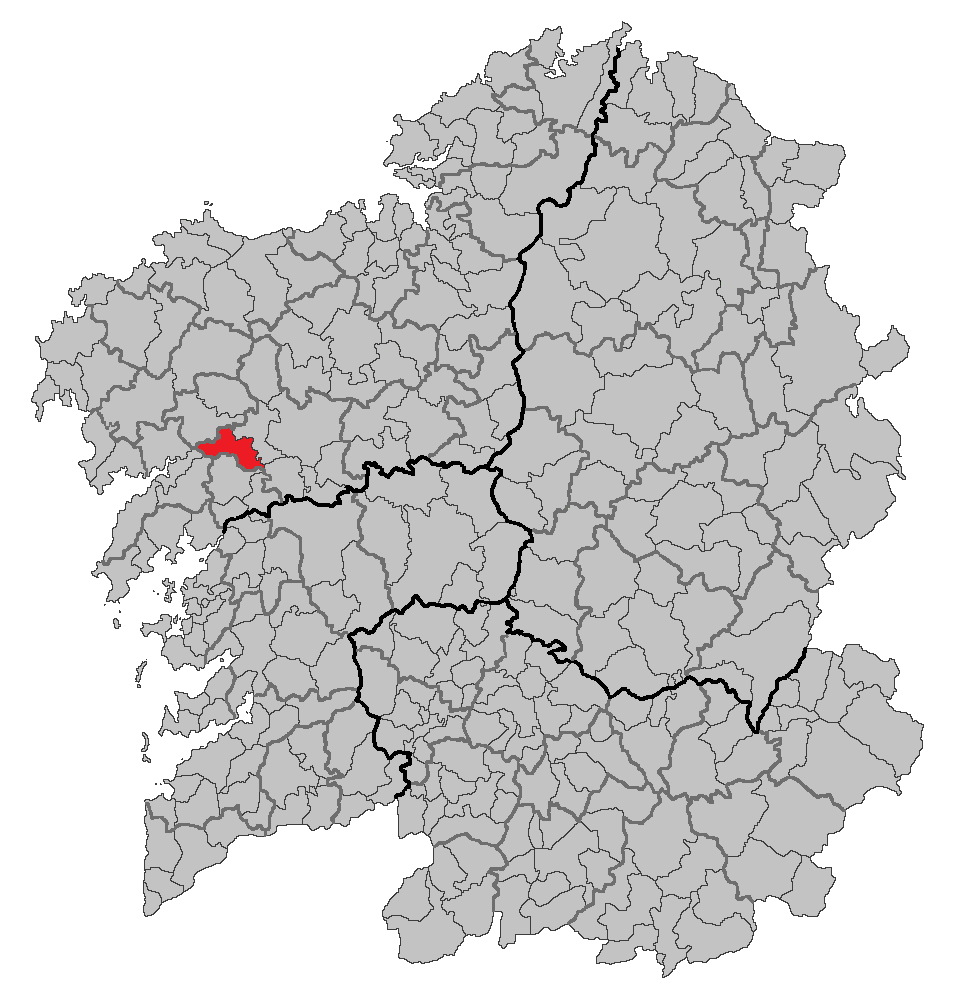
Розташування муніципалітету